# Peter Kämmerer
Peter Kämmerer (* 12. August 1941 in Hamburg) ist ein Hamburger Politiker der Sozialdemokratischen Partei Deutschlands und ehemaliges Mitglied der Hamburgischen Bürgerschaft.

## Leben und Politik
Der gelernte Schiffsladungskontrolleur war von Juni 1982 bis 1996 für die SPD in der Hamburger Bürgerschaft vertreten. Dort war er unter anderem im Bauausschuss, Gesundheitsausschuss und Verkehrsausschuss.
1996 legte Kämmerer zusammen mit dem Bürgerschaftsabgeordneten Gerhard Taschenberger sein Mandat nieder, weil er im Zusammenhang mit beantragten Arbeitslosengeldern viel Unmut seiner Parlamentskollegen erzeugte.